# Montuhotep (isteni atya)

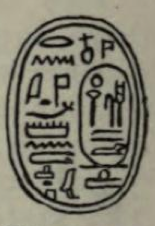
III. Szobekhotep szkarabeusza, melyen apját, Montuhotepet is említi

Montuhotep (mnṯw-ḥtp, „Montu elégedett”)  ókori egyiptomi hivatalnok volt a XIII. dinasztia idején; III. Szobekhotep fáraó közrendű apja. Főleg fia uralkodása alatt említik; ekkor az „isteni atya” címet viseli, melyet gyakran kapott az uralkodó apja, ha ő maga nem volt király.
Felesége neve Iuhetibu volt, aki „a király anyja” címet viseli. Szobekhotepen kívül még két fiuk ismert, Szeneb és Hakau, mindkettejüket „a király fia”-ként említik, bár apjuk nem volt király. Egy mostohalánya is volt, Reniszeneb, felesége egy másik házasságából. A családot ábrázolják egy, a Szehel-szigeten talált oltáron és egy, a Vádi el-Holban talált sztélén.
Hat unokájáról tudni. III. Szobekhotepnek két felesége volt, Szenebhenasz és Neni, utóbbitól két lánya született, Iuhetibu Fendi és Dedetanuket. Szeneb felesége egy Nebtit nevű nő volt, két fiuk Szobekhotep és Montuhotep, két lányuk Iuhetibu és Henut.
Számos fennmaradt szkarabeusz említ egy bizonyos Montuhotepet, aki a hadseregnél szolgált és volt egy Szobekhotep nevű fia. Lehetséges, hogy Montuhotep isteni atyáról és fiáról, a későbbi uralkodóról van szó.

## Fordítás
- Ez a szócikk részben vagy egészben  a   Mentuhotep (god's father) című angol Wikipédia-szócikk ezen változatának fordításán alapul.  Az eredeti cikk szerkesztőit annak laptörténete sorolja fel. Ez a jelzés csupán a megfogalmazás eredetét és a szerzői jogokat jelzi, nem szolgál a cikkben szereplő információk forrásmegjelöléseként.